# Rote Liste der Brutvögel Deutschlands
Die Rote Liste der Brutvögel Deutschlands ist eine Rote Liste der in Deutschland gefährdeten Brutvögel. Sie wird vom Nationalen Gremium Rote Liste Vögel im Auftrag des Deutschen Rats für Vogelschutz herausgegeben und liegt aktuell in der 6. Fassung vom 30. September 2020 vor.

## Gremium
Das „Nationale Gremium Rote Liste Vögel“ ist ein vom Deutschen Rat für Vogelschutz e. V. (DRV) eingesetztes Gremium, welches die Rote Liste der Vögel Deutschlands eigenständig erstellt. Es setzt sich aus Vertretern des DRV, der Länderarbeitsgemeinschaft der Staatlichen Vogelschutzwarten (LAG-VSW), der Deutschen Ornithologischen Gesellschaft e. V. (DOG), des Dachverbandes Deutscher Avifaunisten e. V. (DDA), der Arbeitsgemeinschaft der Deutschen Vogelwarten und des Bundesamtes für Naturschutz (BfN) zusammen.

## Rote Liste der Brutvögel Deutschlands (2020)

Kategorisierung des BfN zur Erstellung einer Roten Liste für Gebiete in Deutschland

Die sechste Fassung der Roten Liste der Brutvögel Deutschlands wurde am 30. September 2020 fertiggestellt, erschien im Juni 2021 und ersetzt die Vorgängerliste aus dem Jahr 2015. Seit 2007 wird hierfür die „Methodische Anleitung zur Erstellung Roter Listen gefährdeter Tiere, Pflanzen und Pilze“ genutzt.
Von den 259 Brutvogelarten der Kategorie IB („Einheimische Vogelarten, die regelmäßig, d. h. in mindestens fünf aufeinander folgenden Jahren und ohne Zutun des Menschen in Deutschland gebrütet haben (einheimische etablierte Brutvogelarten)“) werden 133 Arten schlechter als in der Kategorie * (Ungefährdet) eingestuft. Da jedoch die Kategorie V (Vorwarnliste) nicht regulärer Teil der Roten Liste der Brutvögel Deutschlands ist, werden auf ihr 112 Arten, also 43,2 % in eine Gefährdungskategorie eingestuft.

### Kategorie 0 – Ausgestorben oder verschollen

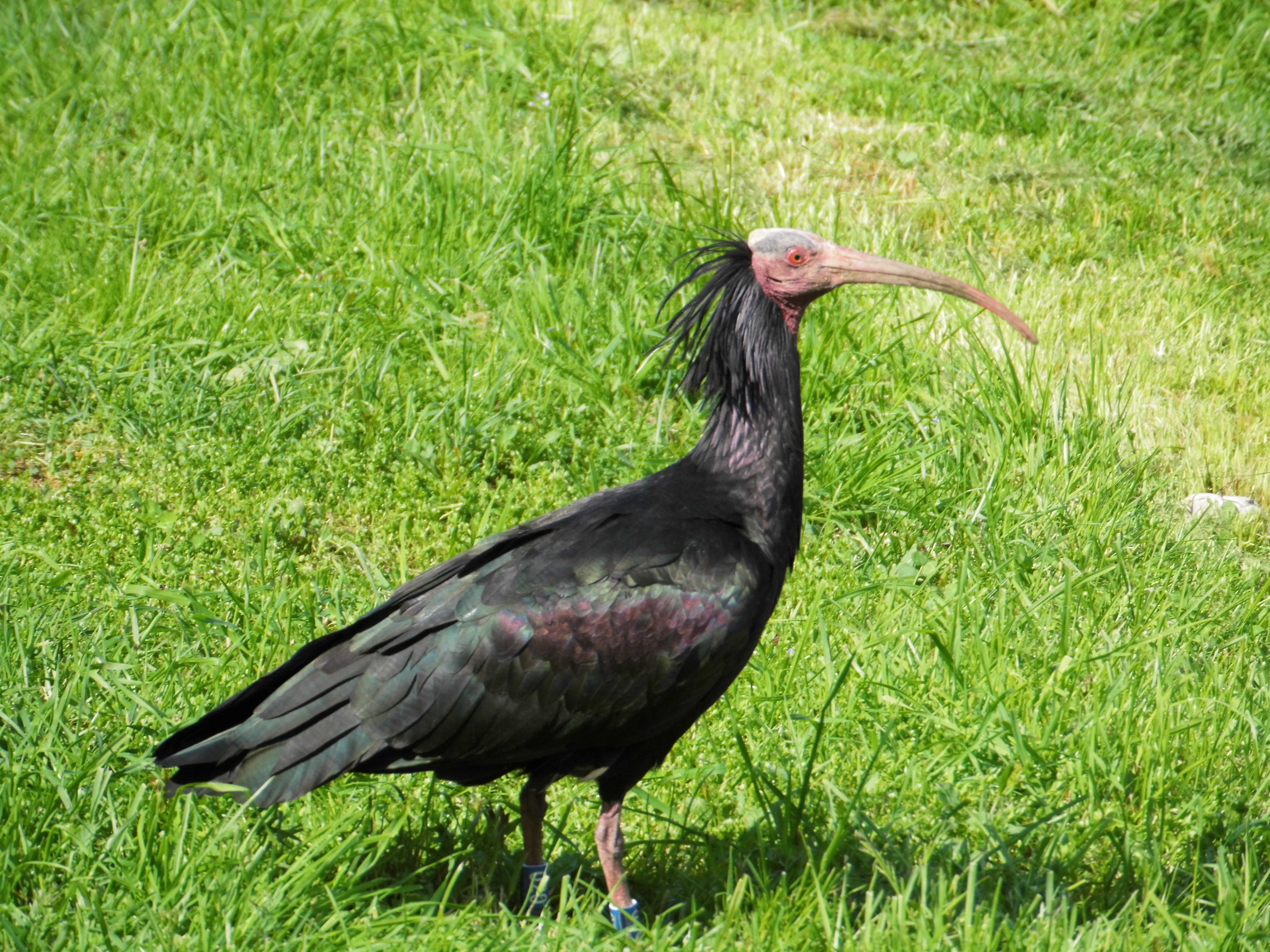
Im 17. Jahrhundert starben die Waldrappe in Mitteleuropa aufgrund intensiver Bejagung aus, werden aber in einer Reihe von Programmen ausgewildert.

„Arten, die im Bezugsraum verschwunden sind oder von denen keine wild lebenden Bestände mehr bekannt sind. Sie sind entweder nachweisbar ausgestorben oder verschollen, das heißt, aufgrund vergeblicher Nachsuche über einen längeren Zeitraum besteht der begründete Verdacht, dass ihre Brutbestände erloschen sind.“

- Rothuhn
- Zwergtrappe
- Mornellregenpfeifer
- Steinwälzer (zuvor Kategorie 2 „Stark gefährdet“)
- Doppelschnepfe
- Rosenseeschwalbe
- Papageitaucher
- Waldrapp
- Gänsegeier
- Schlangenadler
- Blauracke
- Würgfalke
- Schwarzstirnwürger
- Steinsperling

### Kategorie 1 – Vom Aussterben bedroht

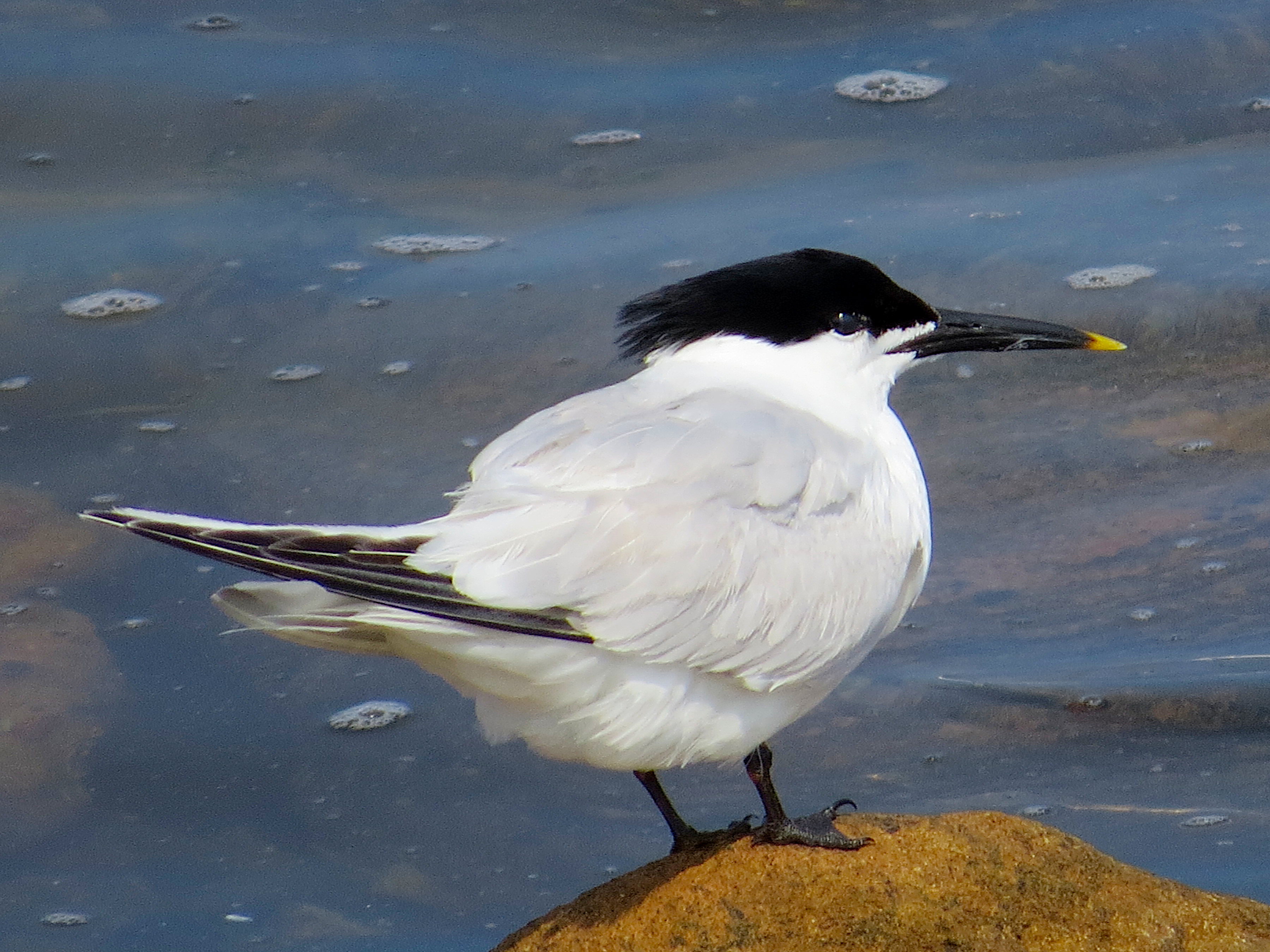
Die beiden bedeutendsten Brutkolonien der Brandseeschwalbe in der Deutschen Bucht befinden sich auf der unbewohnten Hallig Norderoog und der Insel Trischen

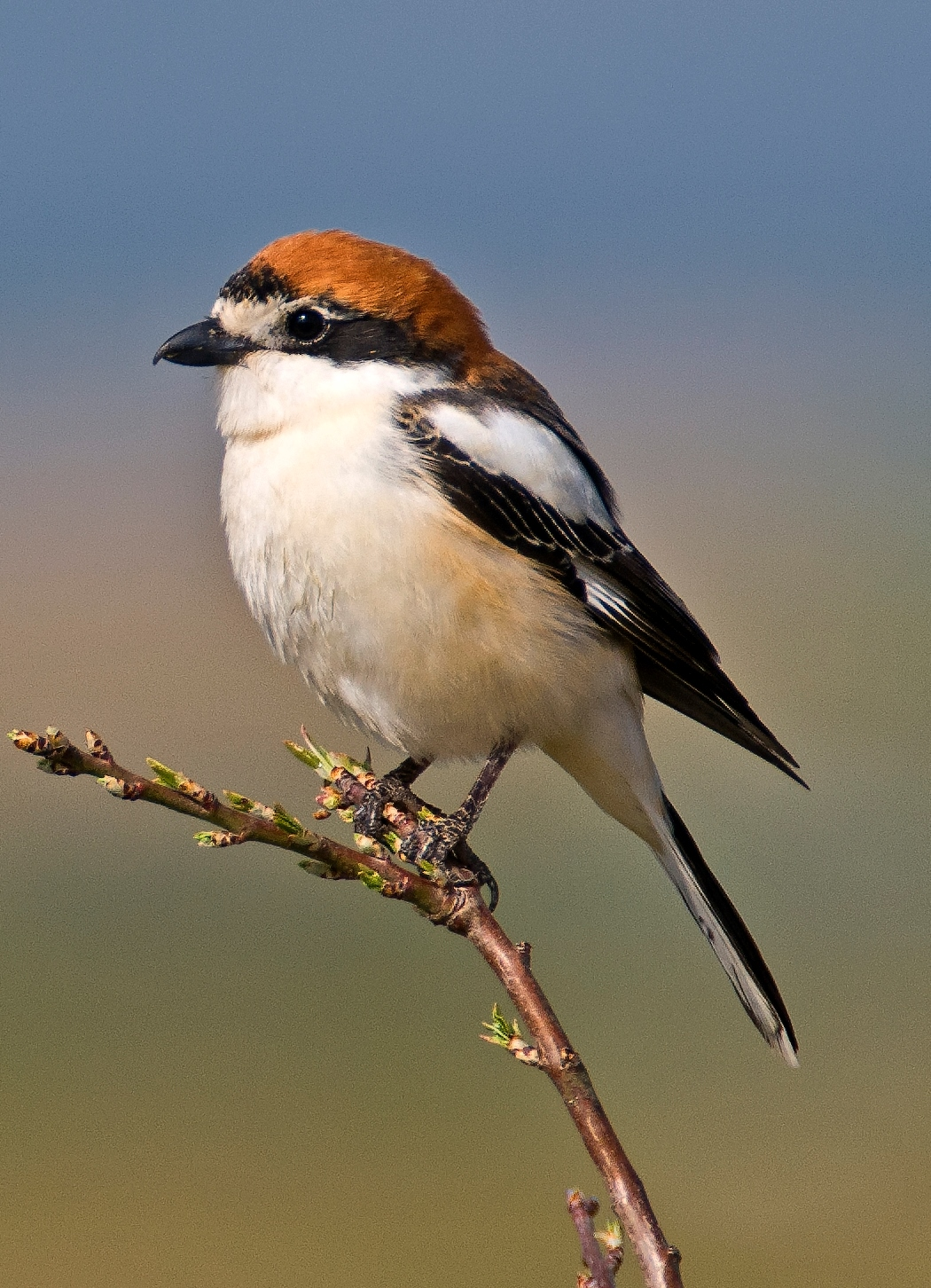
Die seit etwa 50 Jahren immer kleiner werdenden Brutvorkommen des Rotkopfwürgers in Mitteleuropa sind mittlerweile weitgehend erloschen.

„Arten, die so schwerwiegend bedroht sind, dass sie in absehbarer Zeit aussterben, wenn die Gefährdungsursachen fortbestehen. Ein Überleben im Bezugsraum kann nur durch Beseitigung der Ursachen oder wirksame Schutz- und Hilfsmaßnamen für die Restbestände dieser Arten gesichert werden.“

- Auerhuhn
- Knäkente (zuvor Kategorie 2 „Stark gefährdet“)
- Moorente
- Großtrappe
- Wachtelkönig (zuvor Kategorie 2 „Stark gefährdet“)
- Triel (zuvor Kategorie 0 „Ausgestorben“)
- Goldregenpfeifer
- Sandregenpfeifer
- Seeregenpfeifer
- Brachvogel
- Uferschnepfe
- Kampfläufer
- Alpenstrandläufer
- Bekassine
- Bruchwasserläufer
- Lachseeschwalbe
- Raubseeschwalbe
- Brandseeschwalbe
- Zwergseeschwalbe
- Küstenseeschwalbe
- Schreiadler
- Kornweihe
- Sumpfohreule
- Raubwürger (zuvor Kategorie 2 „Stark gefährdet“)
- Rotkopfwürger
- Beutelmeise (zuvor Kategorie * „Ungefährdet“)
- Haubenlerche
- Seggenrohrsänger
- Sperbergrasmücke (zuvor Kategorie 3 „Gefährdet“)
- Steinrötel (zuvor Kategorie 2 „Stark gefährdet“)
- Steinschmätzer
- Brachpieper
- Zippammer

### Kategorie 2 – Stark gefährdet

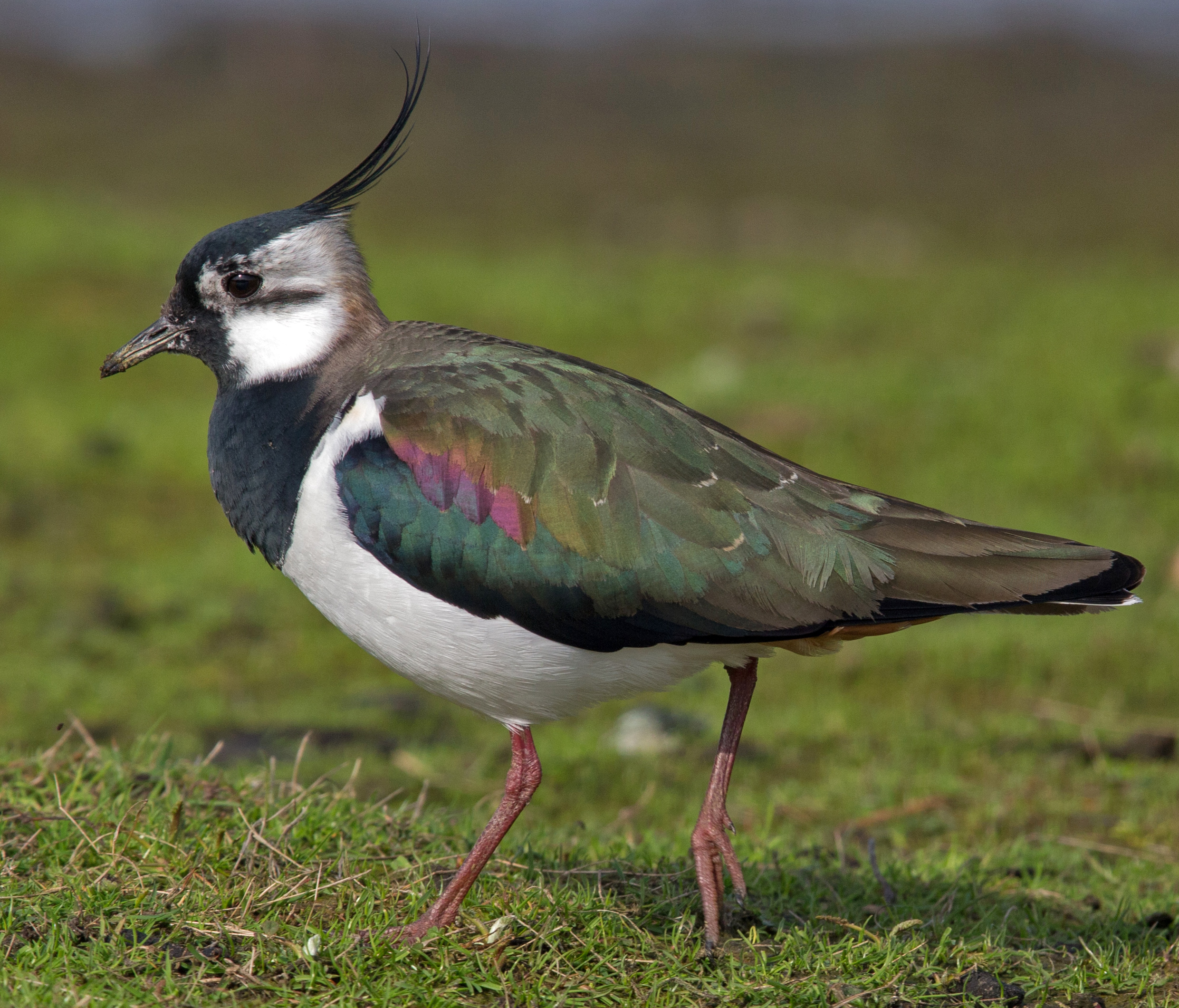
Kiebitze sind Bodenbrüter; ihre Eier galten früher als Delikatesse. 2015 wurde die Art auf die Internationale Rote Liste gefährdeter Vogelarten gesetzt.

„Arten, deren Brutbestände erheblich zurückgegangen sind oder die durch laufende bzw. absehbare menschliche Einwirkungen erheblich bedroht sind. Wird die akute Gefährdung der Art nicht abgewendet, rückt sie voraussichtlich in die Kategorie „Vom Aussterben bedroht“ auf.“

- Haselhuhn
- Birkhuhn (zuvor Kategorie 1 „Vom Aussterben bedroht“)
- Rebhuhn
- Spießente (zuvor Kategorie 3 „Gefährdet“)
- Turteltaube
- Kiebitz
- Flussuferläufer
- Rotschenkel (zuvor Kategorie 3 „Gefährdet“)
- Dreizehenmöwe
- Flussseeschwalbe
- Nachtreiher
- Wiesenweihe
- Grauspecht
- Feldschwirl (zuvor Kategorie 3 „Gefährdet“)
- Braunkehlchen
- Weißrückenspecht
- Wiesenpieper
- Ortolan (zuvor Kategorie 3 „Gefährdet“)

### Kategorie 3 – Gefährdet

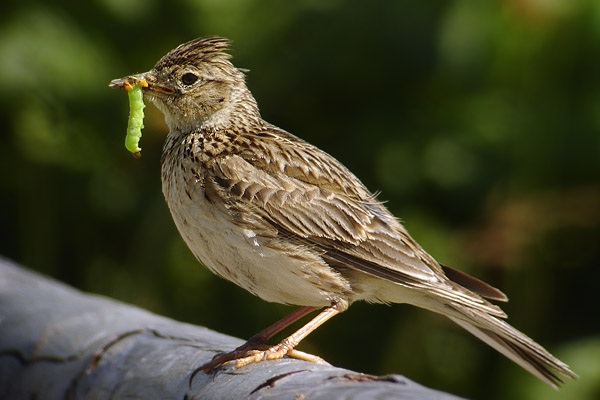
Die Feldlerche bewohnt nicht zu feuchte, weiträumige Offenflächen mit niedriger und gerne lückenhafter Vegetation aus Gräsern und Kräutern. In Mitteleuropa ist sie weitgehend an landwirtschaftlich genutzte Flächen gebunden, die Hauptbruthabitate sind gedüngte Wiesen, Weiden und Äcker.

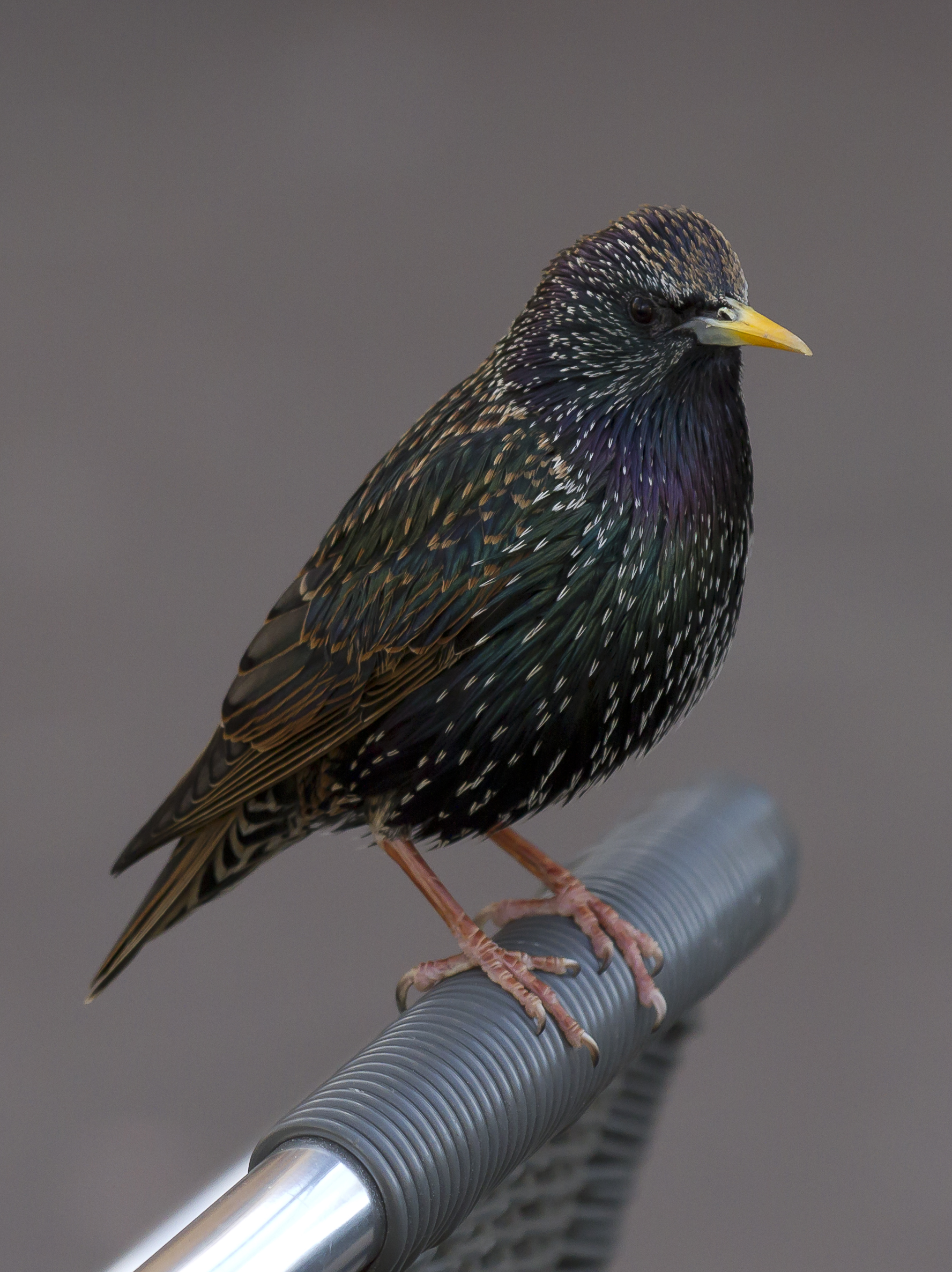
Der Bestand des Stares nahm bis Mitte des 20. Jahrhunderts zusammen mit dem Grünland und Obstkulturlandschaften zu. Seitdem geht er wegen der Reduktion von Weideflächen, dem vermehrten Pestizideinsatz und klimatischen Ursachen zurück.

„Arten, deren Brutbestände merklich zurückgegangen oder die durch laufende bzw. absehbare menschliche Einwirkungen bedroht sind. Wird die aktuelle Gefährdung der Art nicht abgewendet, rückt sie voraussichtlich in die Kategorie „Stark gefährdet“ auf.“

- Löffelente
- Krickente
- Gänsesäger (zuvor Kategorie V „Vorwarnliste“)
- Nachtschwalbe
- Kuckuck (zuvor Kategorie V „Vorwarnliste“)
- Kleines Sumpfhuhn
- Tüpfelsumpfhuhn
- Schwarzhalstaucher (zuvor Kategorie * „Ungefährdet“)
- Trauerseeschwalbe (zuvor Kategorie 1 „Vom Aussterben bedroht“)
- Rohrdommel
- Zwergdommel (zuvor Kategorie 2 „Stark gefährdet“)
- Fischadler
- Wiedehopf
- Wendehals (zuvor Kategorie 2 „Stark gefährdet“)
- Kleinspecht (zuvor Kategorie V „Vorwarnliste“)
- Baumfalke
- Feldlerche
- Mehlschwalbe
- Star
- Trauerschnäpper
- Halsbandschnäpper
- Bluthänfling
- Ziegenmelker
- Zitronenzeisig
- Zaunammer

### Kategorie R – Arten mit geografischer Restriktion in Deutschland
„Extrem seltene bzw. sehr lokal vorkommende Arten, deren Brutbestände in der Summe weder lang- noch kurzfristig abgenommen haben und die auch nicht aktuell bedroht, aber gegenüber unvorhersehbaren Gefährdungen besonders anfällig sind.“

- Alpenschneehuhn
- Steinhuhn
- Pfeifente
- Bergente
- Zwergsumpfhuhn
- Ohrentaucher (zuvor Kategorie 1 „Vom Aussterben bedroht“)
- Zwergmöwe
- Weißbart-Seeschwalbe
- Weißflügel-Seeschwalbe
- Trottellumme
- Tordalk
- Eissturmvogel
- Basstölpel
- Löffler
- Purpurreiher
- Silberreiher (zuvor kein Brutvogel)
- Steinadler
- Habichtskauz
- Alpendohle
- Grünlaubsänger
- Mauerläufer
- Schneesperling
- Alpenbraunelle

### Kategorie V – Vorwarnliste
„Arten, deren Brutbestände merklich zurückgegangen sind, die aber aktuell noch nicht gefährdet sind. Bei Fortbestehen von bestandsreuzierenden Einwirkungen ist in naher Zukunft  eine Einstufung in die Kategorie „Gefährdet“ wahrscheinlich.“

- Wachtel
- Tafelente (zuvor Kategorie * „Ungefährdet“)
- Wasserralle
- Teichhuhn
- Säbelschnäbler (zuvor Kategorie * „Ungefährdet“)
- Flussregenpfeifer (zuvor Kategorie * „Ungefährdet“)
- Waldschnepfe
- Silbermöwe (zuvor Kategorie * „Ungefährdet“)
- Weißstorch (zuvor Kategorie 3 „Gefährdet“)
- Wespenbussard (zuvor Kategorie 3 „Gefährdet“)
- Steinkauz (zuvor Kategorie 3 „Gefährdet“)
- Pirol
- Heidelerche
- Rauchschwalbe (zuvor Kategorie 3 „Gefährdet“)
- Grauschnäpper
- Sprosser (zuvor Kategorie * „Ungefährdet“)
- Zwergschnäpper
- Feldsperling
- Baumpieper (zuvor Kategorie 3 „Gefährdet“)
- Karmingimpel (zuvor Kategorie * „Ungefährdet“)
- Grauammer

### Kategorie * – Ungefährdet
„Arten werden als derzeit nicht gefährdet angesehen, wenn ihre Brutbestände zugenommen haben, stabil sind oder so wenig zurückgegangen sind, dass sie nicht mindestens in Kategorie V eingestuft werden müssen.“

In der 6. Fassung der Roten Liste der Brutvögel Deutschlands sind neun Arten, die zuvor mindestens in Kategorie V geführt wurden, nun ungefährdet.
In der 5. Fassung noch in Kategorie R „Extrem selten“:
- Singschwan
- Alpensegler
- Steppenmöwe
- Felsenschwalbe

In der 5. Fassung noch in Kategorie V „Vorwarnliste“:
- Rotmilan
- Uferschwalbe
- Gartenrotschwanz
- Haussperling
- Goldammer

### Vorherige Fassungen
| Rote Liste       | 0  | 1  | 2  | 3  | R  | V  | *   | Quellen     |
| ---------------- | -- | -- | -- | -- | -- | -- | --- | ----------- |
| 2. Fassung, 1996 | 16 | 25 | 24 | 21 | 27 | 18 | 125 | [ 7 ] [ 8 ] |
| 3. Fassung, 2002 | 16 | 26 | 28 | 11 | 29 | 31 | 113 | [ 9 ] [ 8 ] |
| 4. Fassung, 2007 | 16 | 30 | 24 | 14 | 26 | 21 | 129 | [ 10 ]      |
| 5. Fassung, 2015 | 13 | 29 | 19 | 27 | 30 | 18 | 125 | [ 11 ]      |
| 6. Fassung, 2020 | 14 | 33 | 18 | 24 | 23 | 21 | 126 | [ 4 ]       |

### Andere Rote Listen
Neben der Liste der Brutvögel wurde eine allgemeinere Rote Liste der Vögel erstmals 1971 aufgestellt. Diese geht auf eine Idee des Braunschweiger Ornithologen Rudolf Berndt zurück.